# Mike Johnson (polityk)
James Michael Johnson (ur. 30 stycznia 1972 w Shreveport) – amerykański polityk i prawnik, działacz Partii Republikańskiej, członek Izby Reprezentantów od 2017 roku, spiker Izby od października 2023 roku.

## Życiorys
Urodził się 30 stycznia 1972 w Shreveport. Ukończył studia na Uniwersytecie Stanu Luizjana w 1995 roku z tytułem Bachelor of Science, a w 1998 roku – ze stopniem Juris Doctor.
Pracował w Alliance Defense Fund, wiodącej chrześcijańsko-prawicowej firmie prawniczej. Zasiadał w Izbie Reprezentantów Luizjany w latach 2015–2017. W 2017 wybrany do Izby Reprezentantów Stanów Zjednoczonych, uzyskiwał reelekcję w 2018, 2020, 2022 i 2024. W 2021 roku wybrany zastępcą przewodniczącego klubu parlamentarnego Partii Republikańskiej, uzyskał reelekcję na tym stanowisku w roku 2022.
25 października 2023 roku po odwołaniu jego poprzednika, został wybrany spikerem Izby Reprezentantów, zdobywając 220 głosów. 3 stycznia 2025 ponownie został wybrany na tę funkcję uzyskując 218 głosów.

## Poglądy polityczne
Jest uznawany za przedstawiciela chrześcijańskiej prawicy. Wypowiadał się przeciwko przyznaniu większego wsparcia na rzecz Ukrainy podczas wojny rosyjsko-ukraińskiej. Sprzeciwia się ruchowi LGBTQ+, aborcji oraz wykonywaniu na dzieciach operacji korekty płci.

## Życie prywatne
Należy do Południowej Konwencji Baptystycznej i dorabia jako profesor na ewangelikalnej uczelni – Liberty University. W 1999 roku ożenił się z Kelly Lary, z którą ma czwórkę dzieci – dwie córki i dwóch synów.